# Kamaki
Kamaki (Russisch en Itelmeens: Камаки) was een Itelmenendorp op een landtong aan de noordelijke oever van de rivier de Kamtsjatka. Ten zuiden van de plaats zijn de Sjiveloetsj (noordelijkste actieve vulkaan van Kamtsjatka) en andere vulkanen rond de Kljoetsjevskaja Sopka zichtbaar. De oorsprong van de plaats lag ergens in de 18e eeuw. In 1968 werd de plaats gesloten na jarenlang beleid van concentratie van de bevolking. De oorspronkelijke bevolking woont nu vooral in Kljoetsji en Oest-Kamtsjatsk.
De oorsprong van het Itelmeense woord Kamaki is onbekend, maar slaat mogelijk op een dier (insect) dat in het water leeft. Volgens een oude legende zou dit slaan op een boze zeemeermin die in het water zou leven. Volgens een andere verklaring was het dorp vernoemd naar een man genaamd Kamak, die later werd bekeerd tot het christendom en de naam Stepan Koeznetsov kreeg.

## Geschiedenis
Het dorp ontstond uit de dorpen Chapitsjinski en Sjvanolomski, die werden beschreven door Stepan Krasjeninnikov tijdens zijn reizen door Kamtsjatka, die aangaf dat er respectievelijk 32 en 102 'jasakbetalers' woonden. In de 19e eeuw vormde Kamaki een dorpje met ruim 50 inwoners. De huizen in het dorp waren gemaakt van berken, die volop rond de plaats te vinden waren. In de tweede helft van de 19e eeuw werd er een school opgezet, die met ruim 20 kinderen een van de grootste van Kamtsjatka was, maar al snel weer werd gesloten wegens gebrek an geld. De inwoners van de plaats hielden zich vooral bezig met de jacht op gevogelte (wilde ganzen en eenden) en argali's (wilde schapen). Daarnaast werd er door de vrouwen groente verbouwd. In de tweede helft van de 19e eeuw bevond zich er het 'kameraadschap robbenjacht', dat grote voorraden vis ving aan het einde van de 19e eeuw. De nederzetting bevond zich volgens een eind-19e-eeuwse reiziger aanvankelijk op 8 wersten ten noorden van de rivier, maar zou later dichter naar de rivier zijn verplaatst, waarbij de oude plaats door de inwoners zou zijn aangeduid als 'Stary Kamaki' ("oud Kamaki"). Na 1925 was het vissersbedrijf Ochotsk-Kamtsjatka actief bij de plaats in de zomer. In de jaren 30 werd met geld van de inwoners (3000 roebel) en een bijdrage van de overheid (1500 roebel) een nieuwe school opgericht in de plaats. Begin jaren 30 werd ook een kolchoz genaamd 'Rybak' ("visser") opgezet door de nieuwe communistische machthebbers, als onderdeel van de collectivisatie. In 1936 behoorden hiertoe 32 bedrijfjes. De kolchoz was een van de beste uit de regio rond de Kamtsjatkarivier en huisvestte naast de visserij ook vee en akkerbouwactiviteiten.
Begin jaren 60 zorgde het concentratiebeleid van de sovjetautoriteiten ervoor dat de inwoners van de plaats min of meer gedwongen werden om zich in grotere plaatsen te gaan vestigen, daar besloten was dat het de plaats ontbrak aan economische vooruitzichten. Eerst werd de school gesloten, vervolgens de dokterspost, het postkantoor en de winkel in de plaats. Veel inwoners streken neer in Oest-Kamtsjatsk, al snel gevolgd door de voormalige Kozakkenplaats Nizjnekamtsjatsk (niet te verwarren met Kljoetsji), die ook spoedig daarop werd gesloten. In 1968 werd de plaats gesloten.

## Demografie
| 1836 | 1851 | 1876 | 1888 | 1895 | 1901 | 1910 | 1926 | 1929 |
| ---- | ---- | ---- | ---- | ---- | ---- | ---- | ---- | ---- |
| 55   | 45   | 52   | 71   | 73   | 64   | 79   | 135  | 134  |